# Halichoeres signifer
Halichoeres signifer Randall & Earle, 1994 è un pesce di acqua salata appartenente alla famiglia Labridae.

## Distribuzione e habitat
Proviene dalle barriere coralline dell'ovest dell'oceano Indiano, in particolare lungo le coste dell'Oman. Vive sia nelle zone con fondali sabbiosi che in quelle ricche di rocce, tra i 7 e i 12 m di profondità.

## Descrizione
Presenta un corpo allungato, leggermente compresso ai lati e con la testa dal profilo appena appuntito. La lunghezza massima registrata è di 8,2 cm. La colorazione non è particolarmente diversa tra esemplari maschili e femminili; il dorso è sempre tendente al marrone chiaro, mentre il ventre è pallido, bianco nelle femmine. Nei maschi adulti possono però essere presenti delle sfumature bluastre e rossastre sul dorso e sulle pinne, che diventano delle striature sulla testa. Le femmine presentano una macchia nera sul peduncolo caudale.
Le pinne sono leggermente sfumate di blu violaceo e rosso nei maschi, mentre sono trasparenti nelle femmine. La pinna dorsale, bassa e lunga, presenta nei maschi una macchia gialla e nera all'inizio. La pinna anale è bassa, non particolarmente lunga. La pinna caudale ha il margine dritto, talvolta appena arrotondato.

## Biologia

### Comportamento
Nuota in piccoli gruppi composti soprattutto da femmine, talvolta anche 10, e un maschio.

### Riproduzione
È oviparo e la fecondazione è esterna. Non ci sono cure nei confronti delle uova.

## Conservazione
Questa specie viene classificata come "dati insufficienti" (DD) dalla lista rossa IUCN perché non sembra essere minacciata da particolari pericoli ma è una specie costiera e la sua biologia è quasi sconosciuta. Il suo areale, inoltre, non è particolarmente esteso.